# Total body water
Total body water (TBW) er den medicinske betegnelse for kroppens totale vandindhold, det vil sige intracellulært og ekstracellulært. Mængden hos en rask mand på 70 kg er cirka 42 liter.